# Дом Коробковой на Тверском бульваре
Дом Коробковой (Дом Санкт-Петербургского общества страхования) – здание в Пресненском районе Центрального административного округа города Москвы, расположенное по адресу Тверской бульвар, д. 6. К моменту постройки был одним из самых больших жилых домов Москвы.

## История
Строительство дома по проекту архитекторов А. Ф. Мейснера и А. У. Зеленко было завершено в 1901 году Здание было построено по заказу Санкт-Петербургского общества страхования в стиле модерн и имело шесть этажей. Особенностью дома являлись декоративные элементы, в частности балконные решетки в виде орлов, а также большие оконные рамы, имеющие форму паутины. Дом был увенчан башней-куполом, на котором был размещен декоративный дракон, фасад был декорирован анималистическими сюжетами.
В 1917 году дом значительно пострадал от пожара, вызванного попаданием в дом артиллерийского снаряда. Было принято решение не восстанавливать дом в первоначальном виде, к 1924 году была завершена его реконструкция.
С историей дома неразрывно связана деятельность братьев Михаила и Сергея Сабашниковых, живших в доме, а также арендовавших помещение для конторы своего книгоиздательского дела. В помещениях братьев Сабашниковых проводил заседания комитет по созданию Университета Шанявского, а также обсуждались новые издания и переводы.